# Chilkat Range
Die Chilkat Range ist ein etwa 40 km langer Gebirgszug der Alsek Ranges westlich von Juneau in Alaska.
Die Chilkat Range liegt an der Grenze zwischen dem Haines Borough und dem Glacier-Bay-Nationalpark und trennt das Chilkoot Inlet und den Lynn Canal vom Muir Inlet und der Glacier Bay. Im Norden reicht sie bis zum Klehini River und im Süden bis zur Icy Strait. Ein unbenanntes Eisfeld speist unter anderem den Davidson- und den Rainbow-Gletscher.
Die höchsten Berge sind der Mount Young mit 1737 m und der Mount Case mit 1676 m.
Das United States Geological Survey gab dem Gebirgszug 1879 in Anlehnung an einen Stamm der Tlingit-Indianer den Namen Chilkat Mountains. 1891 erfolgte die Umbenennung in Chilkat Range.